# Regioni dell'antica Grecia

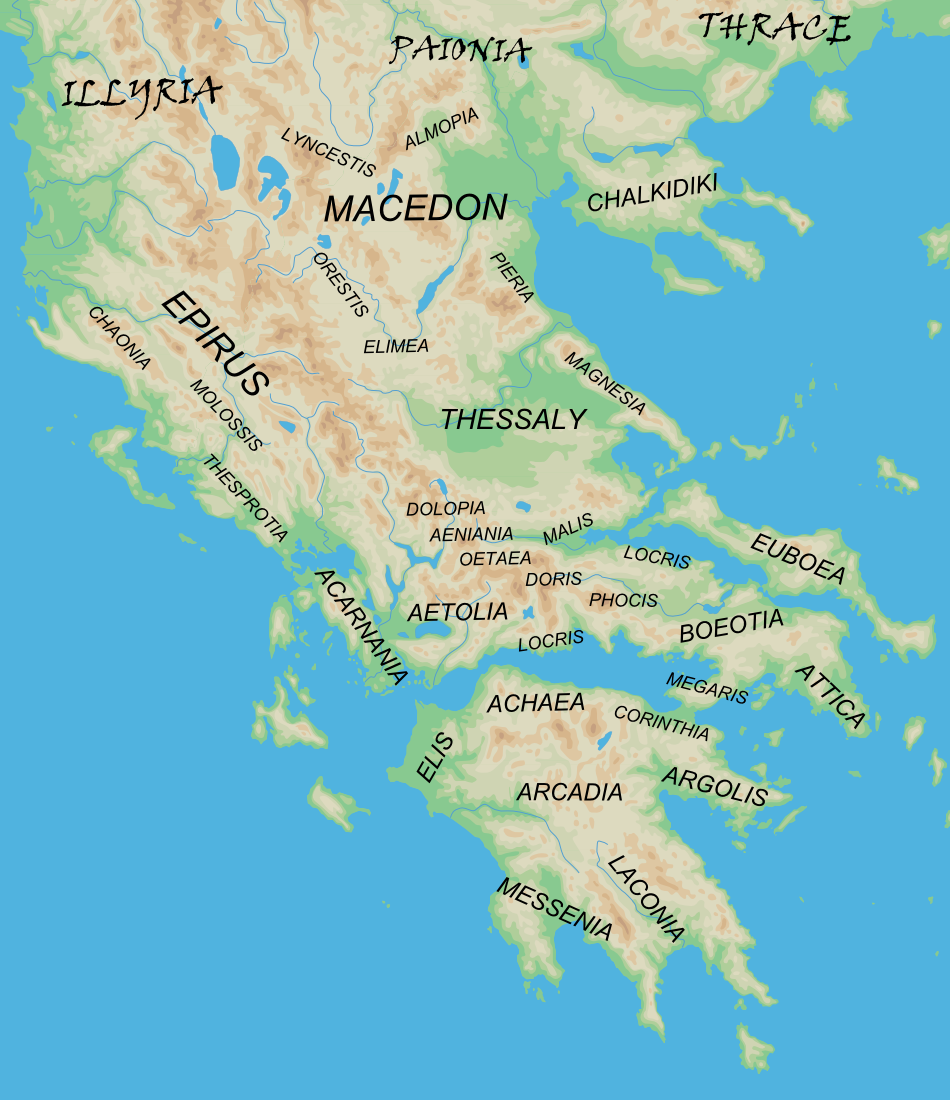
Mappa che mostra le principali regioni della Grecia antica continentale (in carattere diverso sono indicate le regioni abitate da popolazioni non-greche)

Le regioni dell'antica Grecia erano aree identificate dai geografi greci come suddivisioni del mondo ellenico. Queste regioni sono descritte nelle opere di storici e geografi antichi e nelle leggende e miti degli antichi greci. Per comprendere appieno la storia dell'antica Grecia occorre pertanto una descrizione dettagliata delle regioni antiche.
È difficile ravvedere un criterio univoco nella suddivisione di queste regioni. Alcune - soprattutto nel Peloponneso - sono maggiormente visibili come regioni geografiche, delimitate da confini fisici come fiumi e montagne. Le regioni di questa penisola mantennero la loro identità anche a seguito delle trasformazioni del Medioevo ellenico. Al contrario, la divisione della Grecia centrale in Beozia, Focide, Doride e Locride (quest'ultima costituita da tre aree non contigue tra loro) non può essere intesa come una divisione logica detatta da confini fisici e sembra invece seguire antiche divisioni tribali. Nondimeno anche queste regioni sopravvissero allo sconvolgimento del Medioevo ellenico, dimostrando che esse avevano acquisito minori connotazioni politiche. Al di fuori del Peloponneso e della Grecia centrale le divisioni geografiche e identitarie cambiarono nel corso del tempo, suggerendo un collegamento più stretto con l'identità tribale. Col passare del tempo, tuttavia, tutte le regioni acquisirono anche valenza geopolitica e nel periodo classico divennero comuni le leghe, organismi politici che riunivano tutte le città di una singola regione.
Queste suddivisioni tradizionali costituiscono anche la base del sistema moderno di unità periferiche della Grecia. Tuttavia ci sono differenze importanti, dato che molte delle regioni più piccole non sono rappresentate nel sistema attuale.

## Peloponneso

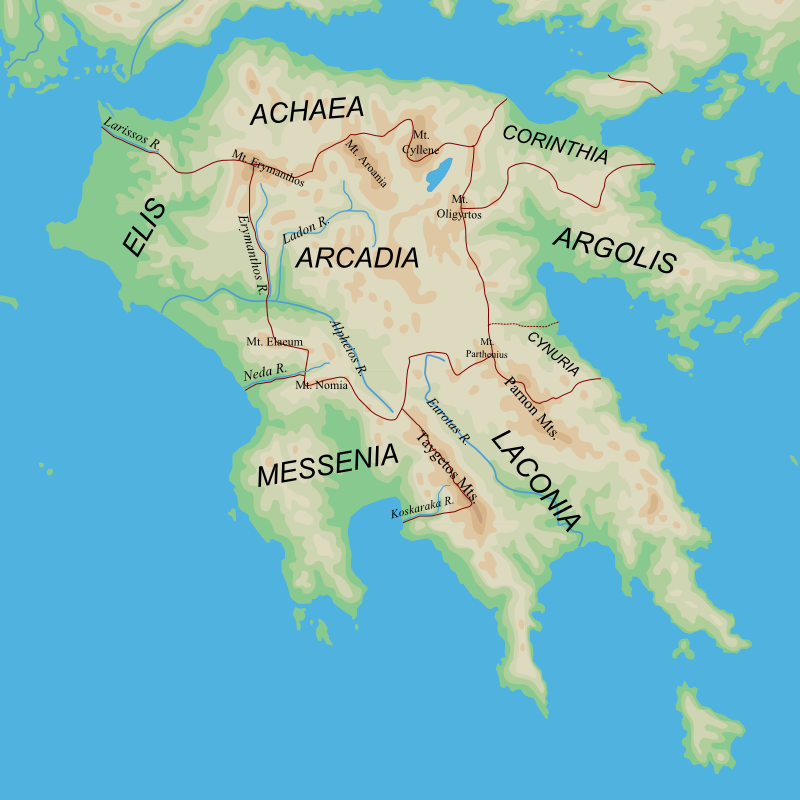
Mappa con le antiche regioni del Peloponneso, scritte in inglese

Il Peloponneso è una grande penisola sulla punta meridionale dei Balcani e fa parte del cuore tradizionale della Grecia: essa risulta unito alla terraferma greca dall'istmo di Corinto. Il Peloponneso è convenzionalmente suddiviso in sette regioni, che rimangono in uso come unità periferiche della Grecia moderna. La maggior parte di queste regioni sono direttamente nominate nel "catalogo delle navi" dell’Iliade: ciò suggerisce che questa divisione geografica del Peloponneso sia molto antica e risalga alla Grecia micenea. Il nome significa "isola di Pelope", personaggio mitologico padre di Atreo e nonno di Agamennone e Menelao, quest'ultimo leggendario re di Sparta.

### Acaia
L'Acaia o Egialo era geograficamente, allora come oggi, la regione più settentrionale del Peloponneso: occupa la fascia costiera a nord dell'Arcadia. Confinava: a sud con l'Arcadia, lungo la cresta di un'altura che va dal monte Erimanto al monte Cillene; a est con la Corinzia, vicino alla città di Sicione; ad ovest con l'Elide, lungo il fiume Larisso e la cresta occidentale dell'Erimanto. A parte la pianura intorno a Dime, a ovest, l'Acaia era generalmente una regione montuosa.
Il nome Acaia ha una storia piuttosto contorta. Nell’Iliade, Omero utilizza la denominazione Achei come termine generico per tutti i Greci; al contrario, non menziona una regione distinta avente questo nome, mentre chiama "Egialo" la parte della Grecia che in seguito fu chiamata con questo nome.
Sia Erodoto sia Pausania raccontano la leggenda secondo la quale la tribù degli Achei fu cacciata dall'Argolide da parte dei Dori durante la leggendaria invasione dorica del Peloponneso. Perciò gli Achei costrinsero gli Egialesi (meglio conosciuti come Ioni) a lasciare la loro terra. Gli Ioni si rifugiarono temporaneamente ad Atene e l'Egialo divenne noto come Acaia.
Probabilmente è per questo motivo che la regione conosciuta come Acaia nell'età classica non corrisponde a quella di Omero.

#### Storia
Sotto i Romani, l'Acaia era una provincia che copriva gran parte della Grecia centro-meridionale. Questa è l'Acaia nominata nel Nuovo Testamento (ad esempio, Atti degli Apostoli 18:12 e 19:21; Lettera ai Romani 15:26 e 16:5). In ogni caso Pausania, scrivendo nel II secolo, dedica uno dei libri della sua Periegesi della Grecia all'antica regione dell'Acaia, affermando che il nome, almeno localmente, manteneva il significato del periodo classico.
Il nome Acaia in seguito fu usato anche per uno stato crociato, il Principato d'Acaia (1205-1432), che comprendeva tutto il Peloponneso, cioè una regione molto simile a quella della provincia romana.
La moderna prefettura greca dell'Acaia è in gran parte basata sull'antica regione storica.

### Arcadia
L'Arcadia, geograficamente, occupava le alture al centro del Peloponneso. A nord, confinava con l'Acaia lungo la cresta di un'altura che va dal Monte Erimanto al Monte Cillene; la maggior parte del monte Aroania si trovava all'interno dell'Arcadia. A est, confinava con l'Argolide e la Corinzia lungo la cresta di un'altura che va dal monte Cillene al monte Oligirto e a sud con il monte Partenio. Ancora a sud, il confine con la Laconia e la Messenia correva attraverso le colline del Parnone e del Taigeto, in modo tale che l'Arcadia conteneva tutte le sorgenti del fiume Alfeo, ma nessuna dell'Eurota. A sud-ovest, il confine con la Messenia correva lungo le cime del monte Nomia e del monte Eleumo, e da lì il confine con l'Elide correva lungo le valli dei fiumi Erimanto e Diagone. La maggior parte della regione dell'Arcardia era montuosa, a parte le pianure intorno a Tegea e Megalopoli e le valli dei fiumi Alfeo e Ladone.
A causa del suo isolamento, dato dal carattere montano del suo territorio, l'Arcadia sembra essere stata un rifugio culturale. Quando, durante il medioevo ellenico, il dialetto dorico venne introdotto nel Peloponneso, la lingua più antica apparentemente sopravvisse in Arcadia, quella che faceva parte del dialetto arcado-cipriota. Erodoto dice che gli abitanti dell'Arcadia erano Pelasgi, il nome greco per i presunti abitanti indigeni "della Grecia, che abitava lì prima dell'arrivo delle tribù di Elleno. Mentre Erodoto sembra aver trovato l'idea che i Pelasgi non erano 'greci' inverosimilmente, è chiaro che gli Arcadi erano considerati come gli abitanti originari della regione.
L'Arcadia è una delle regioni descritte nel "catalogo delle navi" nell'Iliade. Agamennone diede all'Arcadia le navi per la guerra di Troia perché la regione non aveva una sua marina.
Oggi esiste l'unità periferica regionale che porta lo stesso nome, più estesa dell'antica regione.

#### Storia
Dal VI secolo a.C., Sparta dominò il Peloponneso, e costrinse i suoi vicini, tra cui l'Arcadia, a partecipare alla sua Lega peloponnesiaca e a combattere le sue guerre. Il dominio militare spartano che comportò questa interferenza negli affari arcadici terminò improvvisamente nel 371 a.C., quando Epaminonda e il suo esercito tebano sconfissero un esercito spartano a Leuttra. In seguito, venne costituita la Lega arcadica unendo varie città dell'Arcadia in una struttura federale. Dopo la sua fondazione, la Lega arcadica assunse un ruolo attivo nella politica del Peloponneso.
Tuttavia, nel 362 a.C., si pose il problema di decidere se l'alleanza con Tebe era diventata così pressante da dividere la Lega arcadica. Le città della Lega, quindi, finirono col combattere su fronti differenti alla battaglia di Mantinea. Dopo la battaglia, e la fine dell'egemonia tebana, l'influenza della Lega arcadica diminuì. Anche se non riacquistò mai il rilievo che aveva avuto durante gli anni 360 a.C., una lega arcadica, in qualche forma, continuò ad esistere o venne ricreata, negli anni successivi alla battaglia di Mantinea. Vari riferimenti indicano che la Lega durò almeno fino al III secolo a.C. La data della sua scomparsa finale è incerta, ma al più tardi si pensa sia cessata intorno agli anni 230 a.C., quando le città arcadiche si unirono alla Lega achea.

### Argolide
L'Argolide occupava la parte orientale del Peloponneso, in primo luogo la penisola Argolide, insieme con la regione costiera a est dell'Arcadia e a nord la Laconia. Ancora a nord, al confine con la Corinzia i confini erano un po' meno delineati e questi territori erano talvolta considerati difformemente. Ad esempio, Pausania scrisse di Argolide e Corinzia come di una sola entità nel suo trattato Descrizione della Grecia; allo stesso modo, nella Grecia moderna, la prefettura di "Argolide-Corinzia" è esistita in tempi diversi. L'Argolide prese il nome dalla città principale della regione durante il periodo arcaico e classico, Argo.
L'Argolide era presente nel "catalogo delle navi" dell'Iliade, senza che le venisse dato quel nome esplicito, ma le principali città della regione erano elencate insieme sotto la guida di Diomede. Esiste una moderna unità periferica della Grecia con lo stesso nome, che occupa una piccola area dell'antica regione.

### Corinzia
La Corinzia, cioè il territorio associato all'antica città di Corinto, nell'antica Grecia, si estendeva su entrambi i lati dell'istmo di Corinto. Sul lato nord dell'istmo, era delimitata dal monte Geraneia, che lo separava dai Megaresi. Sul lato del Peloponneso era delimitata dall'Acaia a ovest, e a sud dal territorio dell'Argolide. Come discusso sopra, il confine tra Argolide e Corinzia era piuttosto fluido e in entrambi i tempi antichi e moderni, le regioni sono spesso state considerate unite.
La Corinzia è citata nel "catalogo delle navi" dell'Iliade, senza indicarne esplicitamente il nome, ma citando l'elenco delle maggiori città sotto il comando di Agamennone. Esiste oggi una moderna unità periferica con lo stesso nome.

### Elide
L'Elide occupava la parte occidentale e più pianeggiante del Peloponneso. A nord-est, era delimitata dall'Acaia lungo il fiume Larisso e lo sperone occidentale del monte Erimanto, e ad est confinava con l'Arcadia lungo i fiumi Errimanto e Diagone fino al monte Eleumo. Dall'Eleumo, il confine con la Messenia correva lungo il fiume Neda fino al mare.
L'Elide era nominata nel "catalogo delle navi" dell'Iliade, senza citarne esplicitamente il nome (Elide, viene usato solo per il nome della città omonima), ma erano indicate le maggiori città. Esiste oggi un'unità periferica che porta lo stesso nome.

### Laconia
La Laconia (in greco antico Λακεδαίμων? o Λακωνική), occupava la parte di sud-est del Peloponneso. I suoi confini erano costituiti dalle catene montuose del Parnone e del Taigeto. I confini occidentali, riguardavano la Messenia, lungo il corso del fiume Koskaraka fino a sud della città di Abia, e poi fino alla catena del Taigeto e poi ancora a nord seguendo la stessa catena montuosa. Il confine nord con l'Arcadia seguiva le colline del Taigeto e del Parnone, in modo tale che la Laconia comprendeva tutte le sorgenti del fiume Eurota. A nord-est della catena del Parnone c'era la zona costiera di Cinuria; questa era originariamente parte dell'Argolide, ma dal periodo classico era diventata parte della Laconia. La terra tra le catene del Taigeto e del Parnone formava il cuore della Laconia; la regione costiera a est del Parnone, e a sud di Cinuria faceva anche parte della Laconia.
La Lacedemonia era una delle regioni descritte nel "catalogo delle navi" nell'Iliade. Nei periodi arcaico e classico, i Laconi furono membri dell'anfizionia delfica, e condivisero i due voti dei Dori al Consiglio anfizionico. Vi è oggi una moderna unità regionale della Grecia che porta lo stesso nome.

#### Storia
Durante il periodo classico, la Laconia fu dominata dalla città-stato di Sparta. C'erano altri insediamenti nella regione, e la maggior parte degli abitanti non erano pieni cittadini spartani (Spartiati), ma Lacedemoni o perieci ("sub-abitanti"). Tuttavia, tutti questi cittadini e cittadine facevano parte dello stato spartano. Solo dopo l'eclissi finale del potere spartano dopo la Guerra contro Nabide il resto della Laconia si liberò dalla dominazione spartana. Tuttavia, cadde sotto il dominio della Lega achea fino a quando tutto il Peloponneso fu conquistato dai Romani nel 146 a.C.

### Messenia
La Messenia occupava la parte sud-occidentale del Peloponneso. A nord aveva un confine con l'Elide lungo il Neda, da dove si dipanava il confine con l'Arcadia lungo le cime dei monti Eleumo e Nomia. Il confine settentrionale con l'Arcadia correva ai piedi della catena del Taigeto, ma tutte le sorgenti del fiume Alfeo si trovavano al di fuori della Messenia. Il confine orientale con la Laconia correva lungo la cresta del Taigeto fino al fiume Koskaraka, e poi lungo quel fiume fino al mare, vicino alla città di Abia.
Esiste oggi un'unità periferica che porta lo stesso nome.

## Grecia centrale

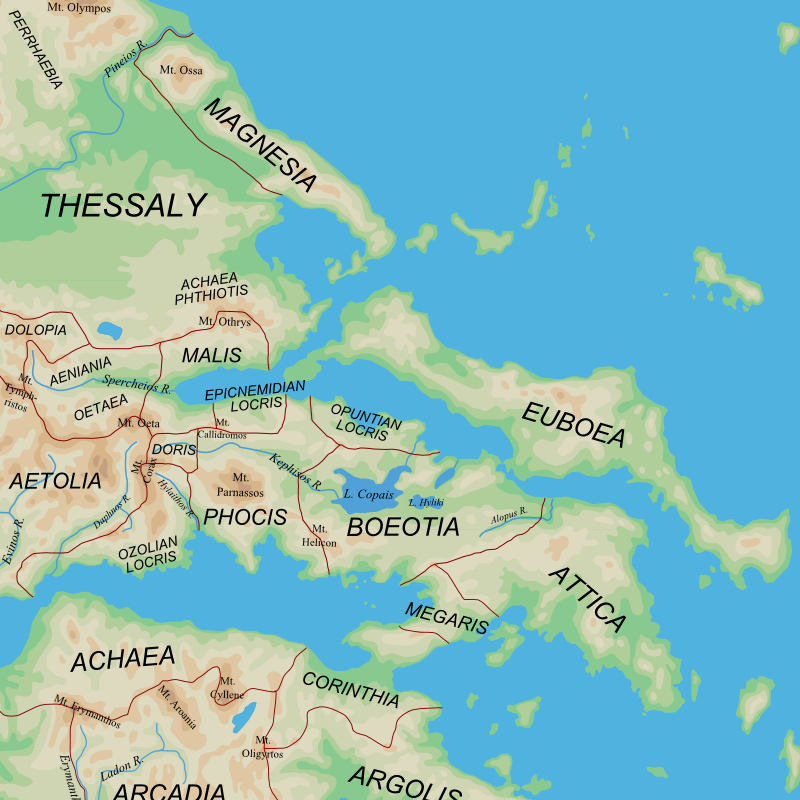
Mappa con le antiche regioni della Grecia centrale, scritte in inglese

### Attica
L'Attica si dice debba il nome da Attide, figlia di Cranao, che si ritene sia stato il secondo re di Atene. L'Attica era delimitata a est dal mare Egeo, a ovest da Megara e dal golfo Saronico e a nord dalla Beozia. Risultava separata dalla Beozia da una serie di montagne. Nei periodi arcaico e classico, gli Attici furono membri dell'anfizionia delfica e condivisero uno dei due voti degli Ioni al Consiglio anfizionico con l'Eubea.

### Beozia
La Beozia era una regione antica della Grecia centrale, che, insieme a molte delle sue città presenti nel periodo classico, è descritta nel "catalogo delle navi", nell'Iliade. Nei periodi arcaico e classico, i Beoti erano membri dell'anfizionia delfica e disponevano di due voti in Consiglio anfizionico.

### Doride
La Doride era una regione antica della Grecia centrale, i cui abitanti, i Dori, nei periodi arcaico e classico, furono membri dell'anfizionia delfica, e condivisero i loro due voti nel consiglio anfizionico con i loro consanguinei Laconiani. Si contavano quattro città: Citinio, Erineo, Boion e Pindo.

### Eniania
L'Eniania (in greco antico:  Αἰνιανία?) era una piccola antica regione della Grecia centrale a sud dell'antica Tessaglia (della quale è stato a volte considerata una parte). Le regioni Eniania e Etea erano strettamente collegate, in quanto occupavano la valle del fiume Spercheo, con l'Eniania che occupava la terra inferiore a nord, e l'Etea posta sulle alture a sud del fiume. I confini di queste due regioni erano costituiti da un arco di alture in direzione ovest dal monte Eta intorno a monte Tinfristo, e poi a nord intorno alle sorgenti dello Spercheo, e quindi ad est fino allo sperone occidentale di monte Otri. Il confine di pianura nella valle dello Spercheo con la Malide correva approssimativamente in direzione nord-sud lungo lo Eta allo sperone occidentale dell'Otri. Durante i periodi arcaico e classico, gli Eniani (in greco Αἰνιᾶνες) furono membri dell'anfizionia delfica, e condividevano due voti al Consiglio anfizionico con gli Etei.

### Etea
L'Etea (in greco antico: Οἰταία?) era una piccola antica regione della Grecia centrale, situata a sud della Tessaglia (della quale era talvolta considerato parte). Era strettamente legata alla Eniania, dividendo l'ubicazione nella valle dello Spercheo (vedi sopra).
Gli Etei furono membri dell'anfizionia delfica, e condivisero i loro due voti nel consiglio anfizionico con gli Ateniesi.

### Eubea
L'Eubea è un'isola della Grecia centrale, il cui nome, secondo la tradizione, deriva dal greco "eu" = "bene, buono" e "bous" = "bue", riferendosi alla buona qualità della razza bovina locale. Nel periodo arcaico e classico, gli Eubei, gli abitanti dell'isola, furono membri dell'anfizionia delfica, e condivisero i loro due voti nel consiglio anfizionico con gli Ateniesi.

### Focide
La Focide era una regione antica della Grecia centrale, che, insieme ad alcune delle città che esistevano sul suo territorio nel periodo classico, è descritta nell'Iliade. Nel periodo arcaico e classico, i Focesi furono membri dell'anfizionia delfica e disponevano di due voti nel consiglio anfizionico, fino a quando non vennero espulsi dopo la terza guerra sacra.

### Locride
La Locride era una regione antica della Grecia centrale, che però non era contigua, quindi si presume fosse divisa secondo logiche tribali. In particolare la parte orientale ("che risiedeva di fronte alla sacra Eubea"), è descritta nell'Iliade. Nel periodo arcaico e classico, i Locridi furono membri dell'anfizionia delfica, e avevano due voti nel consiglio anfizionico.

### Malide
La Malide era una regione antica della Grecia centrale, i cui abitanti, i Mali, sconosciuti ad Omero, nel periodo arcaico e classico, furono membri dell'anfizionia delfica e disponevano di due voti nel consiglio anfizionico. Città principali sono Trachis, Ira, Eraclea, Lamia, Anticira ed Echino.

### Megaride
La Megaride era una regione antica della Grecia centrale, che prende il nome dalla città-stato di Megara, confinante a nord-est con l'Attica, a nord-ovest con la Beozia, e a sud con la Corinzia, con cui divideva l'Istmo di Corinto.

## Grecia occidentale

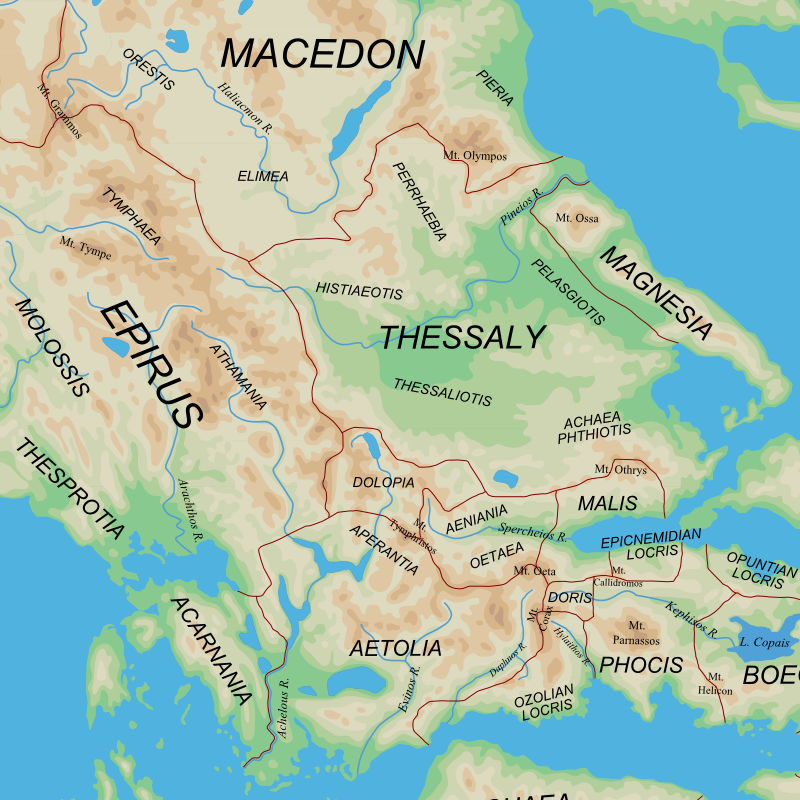
Mappa delle antiche regioni dell'ovest e del nord della Grecia

### Acarnania
L'Acarnania (in greco antico: Ακαρνανία?) era una regione della Grecia occidentale che si affacciava sul mare Ionio, a ovest dell'Etolia, con il fiume Acheloo come confine, a nord del golfo di Calidone, che è l'ingresso al golfo di Corinto. Oggi costituisce la parte occidentale dell'unità regionale dell'Etolia-Acarnania. La capitale e principale città nell'antichità era Stratos. La parte settentrionale della Acarnania nel golfo di Corinto era considerata parte dell'Epiro. La fondazione dell'Acarnania, nella mitologia greca, viene tradizionalmente ascritta a Acarnano figlio di Alcmeone.

### Aperanzia
L'Aperanzia (Ἀπεραντία) era una piccola regione antica della Grecia centro-occidentale, posta a nord dell'Etolia. Gli abitanti, gli Aperanti, vivevano in castelli piuttosto che in vere e proprie città, in modo da potersi anche difendere dalle scorrerie dei Dolopi, gli abitanti montanari della Dolopia, la regione con cui l'Aperanzia confina a nord. La stessa città principale, Aperanzia o Peranzia, era di più un castello che ospitava abitanti delle contrade vicine.

### Dolopia
La Dolopia (in greco antico: Δολοπία?) era una regione antica della Grecia centro-occidentale, prevalentemente montuosa, ubicata a nord dell'Etolia e a sud della Tessaglia. Gli abitanti, i Dolopi, furono membri dell'anfizionia delfica, e divisero i due voti nel Consiglio anfizionico con i Perrebi. L'unica città degna di nota è Ctimene.

### Etolia
L'Etolia era una regione antica della Grecia centro-occidentale, confinante con l'Acarnania ad ovest (dalla quale è separata dal fiume Aspropotamo); a nord con l'Epiro e la Tessaglia; ad est con la Locride Ozolia; e a sud, l'ingresso del golfo di Corinto. In epoca classica era divisa in due zone: antica Etolia ad ovest, dal fiume Aspropotamo a Eveno e Calidone; e nuova Etolia ad est, da Eveno e Calidone alla Locride Ozolia. Il paese aveva una fruttuosa zona costiera, ma un interno improduttivo e montuoso. Le montagne contenevano molte bestie feroci, e acquisirono la fama, nella mitologia greca, di scena della caccia per il cinghiale di Calidone.

## Tessaglia
La Tessaglia era una regione della Grecia antica delimitata a nord dalla Macedonia, a ovest dall'Epiro, a sud con la Dolopia, l'Eniania e la Malide, e a est è bagnata dal Mar Egeo; essa è, per le sue dimensioni, la regione più vasta della Grecia antica propriamente detta, ed era organizzata tradizionalmente in quattro distretti, più altre zone limitrofe che ricadevano nella sua orbita o ne risentivano l'influenza. Prende il nome dai suoi abitanti, i Tessali, che furono anche membri dell'anfizionia delfica e disponevano di due voti nel Consiglio anfizionico.

### Acaia Ftiotide
L'Acaia Ftiotide era uno dei quattro distretti della Tessaglia antica, i cui abitanti, gli Achei Ftiotidi, furono membri dell'anfizionia delfica e disponevano di due voti nel Consiglio anfizionico.

### Estiotide
L'Estiotide era uno dei quattro distretti della Tessaglia antica, confinante con la Macedonia (Elimea), con la Perrebia a nord-est e a est, la Tessaliotide a sud e l'Epiro (Atamania) a ovest.

### Magnesia
La Magnesia era una regione nell'orbita della Tessaglia antica, i cui abitanti, i Magneti, furono membri dell'anfizionia delfica e disponevano di due voti nel Consiglio anfizionico. Le città principali erano Melibea, Bebe, Pagase e Metone.

### Pelasgiotide
La Pelasgiotide era uno dei quattro distretti della Tessaglia antica, i cui abitanti, ormai di stirpe greca, prendono il nome dai Pelasgi, nome con cui gli antichi greci designavano le popolazioni preelleniche già ai loro tempi estinti. Confina a nord e a est con la Magnesia, a sud con l'Acaia Ftiotide, a sud-ovest con la Tessaliotide e a nord-ovest con la Perrebia.

### Perrebia
La Perrebia era una regione nell'orbita della Tessaglia antica, confinante a nord-ovest e a nord con la Macedonia (Elimea e Pieria), a est ha un breve sbocco a mare, a sud-est con la Pelasgiotide, a sud-ovest con la Tessaliotide, a ovest con l'Estiotide. Gli abitanti, i Perrebi, furono membri dell'anfizionia delfica e disponevano di due voti nel Consiglio anfizionico che divisero con i Dolopi.

### Tessaliotide
La Tessaliotide era uno dei quattro distretti della Tessaglia antica, confinante a nord con l'Estiotide, a est con l'Acaia Ftiotide, a sud con la Dolopia e a ovest con l'Epiro (Atamania). Essa era il nucleo originale che diede il nome poi all'intera regione.

## Epiro

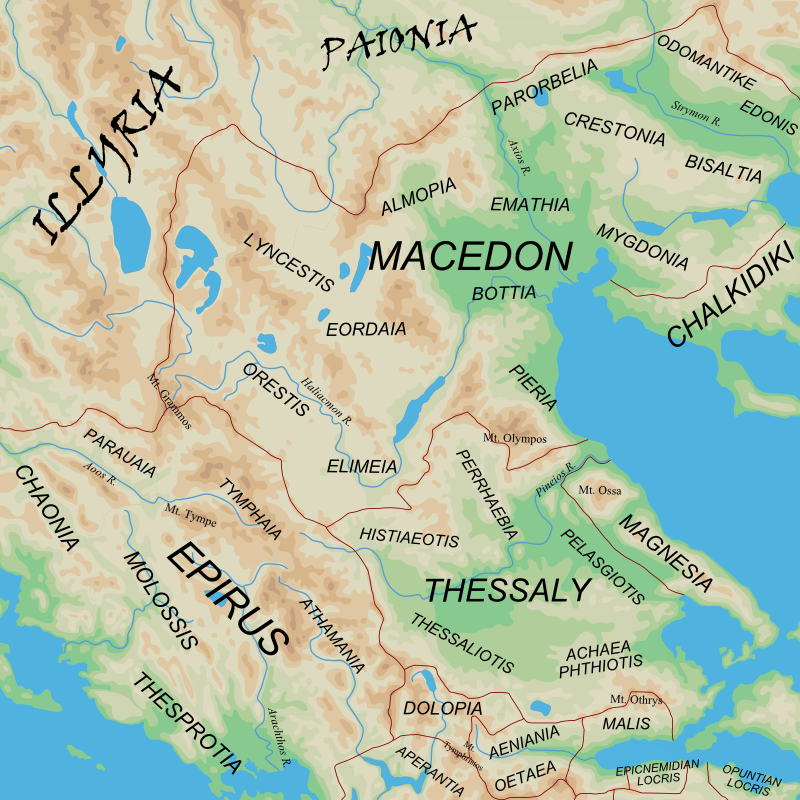
Mappa delle regioni dell'antico Epiro e della Macedonia.

L'Epiro occupava la porzione nord-occidentale della Grecia antica, confinando a nord con l'Illiria, a est con la Tessaglia e a sud con l'Etolia e l'Acarnania; esso era considerato però come un territorio ancora più barbaro della Macedonia stessa, già lontana dalla grecità vera e propria secondo molti storici dell'epoca. Esso deve il nome al modo con cui si riferivano al continente ("Epeiros"/"Apeiros" = "terraferma") gli abitanti delle isole Ioniche (Cefaloniti, Corciresi, Itacesi, Leucadesi e Zacinzi).

### Anfilochia
L'Anfilochia era una regione dell'Epiro antico, confinante a est con la Dolopia e a ovest con il golfo d'Ambracia, che deve il nome dai suoi abitanti, gli Anfilochi. Questi sono sicuramente greci ma avevano un dialetto più lontano dalla parlata greca classica letteraria, fin tanto da essere considerati barbari dallo stesso Filippo V di Macedonia. Le loro principali città erano Argo Anfilochico, Idomene e Olpe.

### Atamania
L'Atamania era una regione dell'Epiro antico, che occupava l'alto corso dell'Acheloo, nella vallata dell'Inaco, e confinava con la Tinfea a nord-ovest, con la Tessaglia (Estiotide e Tessaliotide) a nord-est e ad est, con la Dolopia a sud-est e con l'Aperanzia a sud. Era chiamata così dal nome dei suoi abitanti, gli Atamani, i cui centri principali erano Argitea e Ateneo.

### Atintania
L'Atintania era una regione dell'Epiro antico, nella sua parte nord-orientale e sulla sponda destra del fiume Aoo, che all'incirca lo separa ad occidente dalla Caonia. Gli abitanti, gli Atintani, erano molto probabilmente di stirpe greca in quanto epirotici.

### Caonia
La Caonia (in greco antico: Χαονία?) era una regione dell'Epiro antico al confine con l'Illiria, chiamata così dai suoi abitanti, i Caoni. Essi erano stanziati fino ai monti Acrocerauni e confinavano a sud con la Tesprozia, dal quale erano separati per mezzo del fiume Thyamis (l'attuale Kalamas); la parte più meridionale del loro insediamento era la pianura di Cestrine. Le sue città principali erano Fenice e Butroto, l'attuale Butrinto. Secondo Virgilio, Caone fu l'eponimo antenato dei Caoni.

### Dassaretide
La Dassaretide era una regione dell'Epiro antico al confine con l'Illiria, che prende il nome dagli abitanti Dassareti, il cui centro principale era la città di Licnido, l'attuale Ocrida, nell'Albania meridionale.

### Molosside
La Molosside era una regione dell'Epiro antico, che prende il nome dai suoi abitanti, i Molossi (in greco antico: Μολοσσοί? Molossoi), i quali erano stanziati in questa zona sin dal periodo miceneo. Essi confinavano a nord con l'Illiria, a nord-est con la Caonia e a sud con la Tesprozia. La principale città era Dodona, dove era sito un santuario oracolare dedicato a Zeus, meta di tantissimi pellegrinaggi, sul cui controllo si basò la federazione epirotica e il prestigio dei Molossi all'interno delle relative tribù.

### Paravea
La Paravea (in greco antico: Παραυαία?) era una regione dell'Epiro antico. Gli abitanti erano i Paravei, chiamati così in quanto vicini al fiume Aua (l'attuale Voiussa).

### Tesprozia
La Tesprozia era una regione dell'Epiro antico, che deve il nome ai suoi abitanti, i Tesproti. Essa confinava a nord con la Caonia, dal quale erano separati per mezzo del fiume Kalamas, a nord-est con la Molosside, a sud-est con il golfo di Ambracia, e a ovest era bagnata dal mare Ionio, pur non avendo porti. Il loro territorio comprendeva il santuario oracolare dedicato a Zeus di Dodona fino al V secolo a.C., dopo il quale questo si è trovato nelle mani dei Molossi. In Grecia attualmente esiste un'unità periferica con lo stesso nome.

### Tinfea
La Tinfea era una regione dell'Epiro antico, confinante con la Macedonia e comprendente la valle alta del Peneo, dove è sita una montagna che era molto probabilmente l'antico monte Tinfe, da dove si narra nasca il fiume Aratto. Prende il nome dai suoi abitanti, i Tinfei, citati come aventi origini non del tutto sicure (alcuni pensano siano Macedoni, altri Etolici, altri ancora Epirotici), i quali avevano fondato città come Eginio e Tinfea; quest'ultima è citata come Trampia o ancora Stinfea (abitanti Stinfei e monte Stinfe), e per questo si pensa sia connessa al distretto della Stinfalide.

## Macedonia
La Macedonia (in greco antico: Μακεδονία?) era un antico regno ubicato nella parte nord-orientale della penisola greca, confinante con la Tessaglia a sud, l'Epiro e l'Illiria a ovest, la Peonia a nord, avendo raggiunto in qualche punto il 42º parallelo, e la Tracia ad est, essendosi estesa in seguito fino all'Assio e allo Strimone. La penisola Calcidica, invece, non era considerata come facente parte della Macedonia, e venne inglobata nel regno relativamente tardi.
Gli antichi greci consideravano la Macedonia una regione lontana dalla grecità vera e propria, e quindi una zona barbara, cioè, come loro stessi intendevano, dove si parlava un linguaggio incomprensibile, anche se l'antico macedone è stato ascritto dagli studiosi alle parlate greco-antiche, seppur con qualche fisiologica differenza. Come quasi tutti i toponimi antichi essa deve il nome ai suoi abitanti, i Macedoni, i quali venivano chiamati così probabilmente dall'aggettivo greco "makednos" = "eccelso", con riferimento forse alla posizione altolocata tra le montagne.  Gli antichi la distinguevano geograficamente in tre regioni: inferiore, superiore e orientale, ciascuna delle quali divisa in subregioni.

### Macedonia inferiore
La Macedonia inferiore è stata il primo nucleo del Regno di Macedonia, avendo in sé le tre capitali: Berea (l'attuale Veria), Ege (l'attuale Verghina) e Pella, corrispondente alla sua zona meridionale e quindi più vicina a sbocchi sul Mar Egeo.

#### Bottiea
La Bottiea o Bottice era una subregione antica della Macedonia inferiore, al confine con la penisola Calcidica, che prende il nome dai suoi abitanti, i Bottiei, di stirpe Peonica e distinti tra quelli macedoni e quelli calcidici. La città principale è Spartolo.

#### Pieria
La Pieria era una stretta subregione costiera antica della Macedonia inferiore, sita sul golfo Termaico, tra le foci del Peneo e dell'Aliacmone e a est dell'Olimpo. Prende il nome dai suoi abitanti, i Pieri, di antichissima e vasta origine Tracica. Tra le città più importanti ci sono Fila, Eraclio, Dion, Pidna e Metone.

#### Almopia
L'Almopia o Enozia, conosciuta anche come Moglena nel Medioevo, era una subregione antica della Macedonia inferiore, sita nella fertile valle fra il Pajak e il Nidze Planina. Gli abitanti erano noti come Almopi.

#### Emazia
L'Emazia era una subregione antica della Macedonia inferiore, sita fra la città di Beroea (Verria) e il fiume Assio; essa da vari autori è citata come sinonimo di Macedonia in generale, ma dagli storici del V secolo a. C. viene usata in modo controverso come sinonimo di quella regione chiamata Bottiea: per questo gli studiosi pensano che l'Emazia indichi a livello etimologico ("àmathos"/"Emathìa" = "sabbia" in greco) la sabbiosa pianura costiera. Le città principali sono Edessa, Pella e Berea. In Grecia vi è attualmente un'unità periferica con lo stesso nome

### Macedonia superiore
La Macedonia superiore era una subregione della Macedonia corrispondente alla sua zona settentrionale, e teatro delle prime conquiste dei suoi re.

#### Elimea
L'Elimea o Elimiotide/Emmiotide era una subregione antica della Macedonia orientale, citata come avente una dinastia di regnanti a sé stante, probabilmente imparentata con gli Argeadi. La città principale si chiama, anch'essa, Elimea.

#### Orestide
L'Orestide o Orestiade era una subregione antica della Macedonia superiore, a nord della Molosside epirotica, tra l'Elimiotide e la Lincestide, sulle vette che fanno da separatrici del bacino dei fiumi Aunte dell'Epiro e Aliarto della Macedonia. Prende il nome dai suoi abitanti, gli Oresti, di ceppo epirotico, che secondo la tradizione devono il nome al personaggio mitologico Oreste, rifugiatosi qui dopo aver ucciso la madre Clitennestra, e fondatore quindi della città Argo Orestica.

#### Lincestide
La Lincestide era una subregione antica della Macedonia superiore, tra questa e l'Illiria nella fertile valle del fiume Erigone. La capitale era Herakleia, la futura Pelagonia, quindi vicino all'omonima subregione dei Pelagoni.

#### Eordea
L'Eordea era una subregione antica della Macedonia superiore, confinante a ovest con la Lincestide, a nord con la Pelagonia e a sud con l'Elimiotide. Prende il nome dai suoi abitanti, gli Eordi, e la città principale si chiama, anch'essa, Eordea. Anche una regione dell'Illiria aveva lo stesso nome, forse da abitanti che provenivano da questa.

#### Pelagonia
La Pelagonia era una subregione antica della Macedonia superiore, che deve il nome ai suoi abitanti, i Pelagoni, connessi in qualche modo ai Pelasgi pregreci. La città più importante è l'antica Eraclea, chiamata in seguito Pelagonia, sita in un punto strategico per difendere la Macedonia dalle incursioni di altri popoli, come gli Illiri.

### Macedonia orientale
La Macedonia orientale era una subregione antica della Macedonia, corrispondente alle più tarde conquiste da parte dei suoi sovrani di quei territori non ascrivibili a regioni come la Tracia o l'Illiria e le relative subregioni.

#### Migdonia
La Migdonia era una subregione della Macedonia orientale, confinante a est con la Tracia e a sud con i monti della penisola Calcidica; a est arriva fino al golfo Strimonico e a ovest fino al golfo Termaico e al fiume Assio (oggi Vardar). Nella zona orientale è attraversata dal fiume Echedoro. In senso lato poteva comprendere anche la Crestonia a nord e la Bisaltia ad est. Le città principali erano Terma (in seguito chiamata Tessalonica, l'attuale Salonicco) e Apollonia.

#### Crestonia
La Crestonia era una subregione antica della Macedonia orientale, a nord della Migdonia, sebbene i confini da ricostruire siano vaghi.

#### Bisaltia
La Bisaltia era una subregione antica della Macedonia orientale, sita fra lo Strimone e il monte Besik fino ad Eraclea Sintica, e quindi essa era la più ad est, e confinava a ovest con la Crestonia, che la separava dalla Migdonia.

#### Antemunte
L'Antemunte era una subregione antica della Macedonia orientale, che prende il nome dal fiume omonimo; la città principale pure si chiama Antemunte.

## Colonie greche

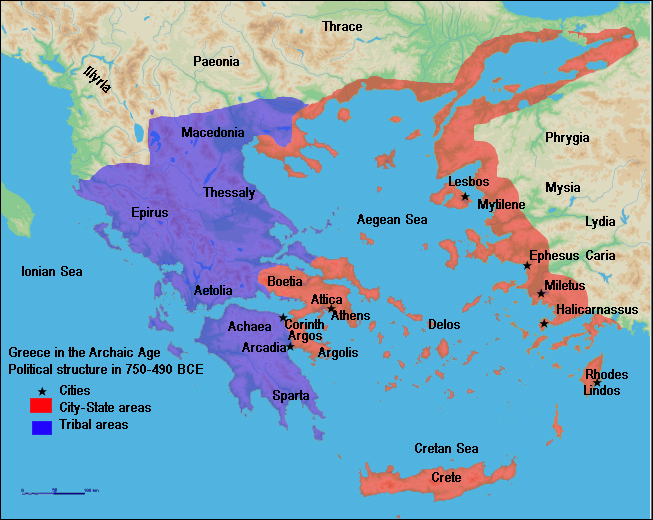
Struttura politica dell'antica Grecia